# Geothermalgebiete im Lassen-Volcanic-Nationalpark

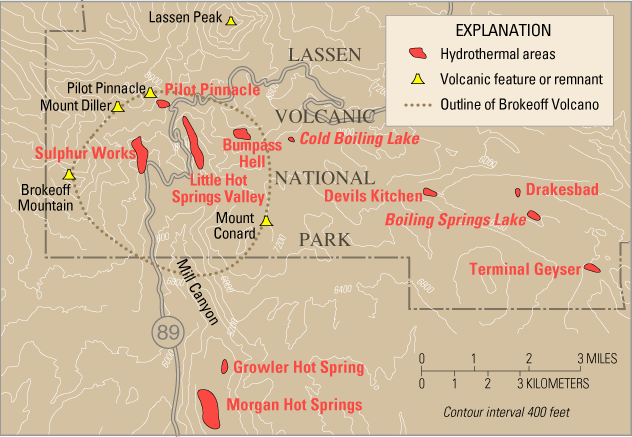
Karte der Geothermalgebiete, Ausdehnung des Brokeoff Vulkans (Mount Tehama) durch Umriss dargestellt.

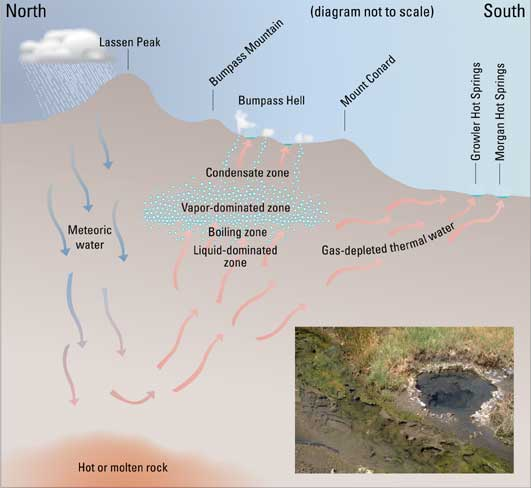
Das Lassen-Hydrothermalsystem

Zu den Geothermalgebieten im Lassen-Volcanic-Nationalpark
gehören mehrere Gruppen von Thermalquellen, Fumarolen und Schlammlöchern, die als Überbleibsel früherer vulkanischer Aktivität in diesem kalifornischen Nationalpark übrig geblieben sind.
Die meisten von ihnen liegen in der Caldera des Mount Tehama (alias Brokeoff Volcano) oder in ihrer unmittelbaren Nähe.
Bumpass Hell ist das spektakulärste dieser Gebiete,
aber auch Sulphur Works, Devil’s Kitchen, das Little Hot Springs Valley und der Boiling Springs Lake sind von Bedeutung.
In diesen Thermalgebieten liegt die Wassertemperatur an der jeweils heißesten Stelle im Allgemeinen nahe der Siedetemperatur (auf der Höhe der jeweiligen Quelle bzw. Fumarole), das sind z. B. 92 °C in Bumpass Hell und 88 °C an der Nordwestflanke des Lassen Peak.
In der Tiefe sind durch höheren Wasserdruck bedingt höhere Temperaturen gemessen worden, diese reichen von 110 °C
über 176 °C  in einer Quelle 13 km südöstlich von Bumpass Hell
bis zu 230–240 °C für das thermale Tiefenwasser.
Die Aktivität der Quellen hängt von der Wasserzufuhr ab. Im Frühsommer führt reichlich Wasser zu klaren Quellen, doch mit fortschreitender Jahreszeit und abnehmendem Wasserzulauf verwandeln sich die Quellen nach und nach in trübe, warme Becken, spritzende Schlammtöpfe und schließlich dampfende Fumarolen. Allerdings gibt es im Lassen-Volcanic-Nationalpark keine echten Geysire.
Die bei den heißen Quellen austretenden Gase bestehen hauptsächlich aus Wasserdampf (H2O) und Kohlendioxid (CO2), mit geringen Mengen anderer Gase.
Diese reagieren mit dem Gestein in der Umgebung der Quellen und bilden schließlich Opal (wenn die Temperatur und der Säuregehalt hoch sind) oder Kaolin (wenn sie niedrig sind).
Ablagerungen von Schwefel, Pyrit, Quarz und anderen Stoffen finden sich auch in der Umgebung der Quellen und in ihren Abflusskanälen.
In der Caldera des Mount Tehama erstreckt sich das Metasomatose-Gebiet (wo Gesteine durch die hydrothermalen Prozesse chemische Veränderungen erfahren haben) über eine Fläche von etwa 13 km² (fünf Quadratmeilen) und ist damit viel umfangreicher als die Fläche der Becken der heißen Quellen heutzutage.
Das ist ein Hinweis auf die frühere große Ausdehnung und auf eine nachlassende Aktivität.
Es sind diese veränderten Materialien in der Caldera, die dann den Kräften der Erosion am leichtesten nachgegeben haben.
Der Diamond Peak ist jedoch ein Gebilde aus unverändertem Gestein, das – weil widerstandsfähiger – erhalten geblieben ist.

## Sulphur Works und Little Hot Springs Valley

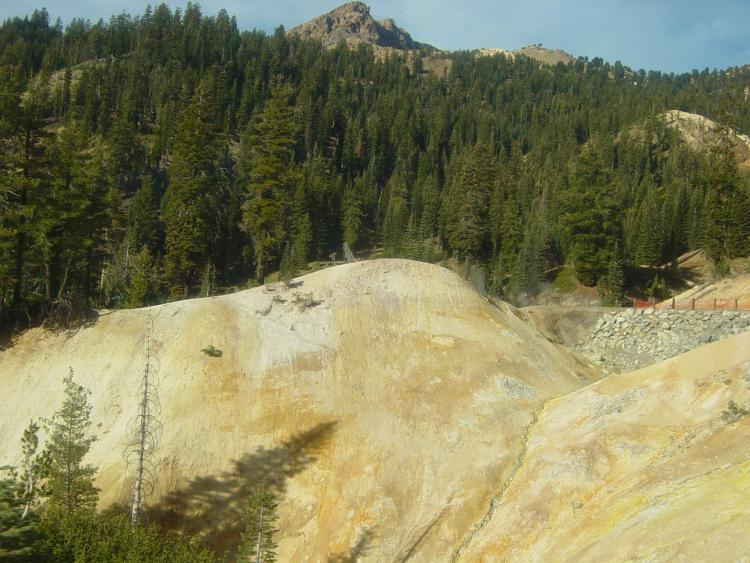
Sulphur Works

In Sulphur Works (deutsch etwa „Schwefelfabrik“, 40,44938° N, 121,53448° W) und im Little Hot Springs Valley (40,44488° N, 121,51692° W) wurde das Gestein wie in vielen hydrothermal aktiven Gebieten chemisch in leuchtend farbige Tone umgewandelt.
Schweflige Säure und Schwefelsäure haben harte, graugrüne Andesitlaven in rote, gelbe und bräunliche Tone und Eisenoxide umgewandelt.
Kommt man auf der California State Route 89 auf dem Weg nach Norden zum Little Hot Springs Valley an Sulphur Works vorbei kann man den Geruch von faulen Eiern (Schwefelwasserstoff, H2S) wahrnehmen, wenn man an einem heißen Schlot östlich der Straße vorbeikommt.
Sulphur Works gilt als das vulkanische Zentrum des uralten Mount Tehama.

## Bumpass Hell

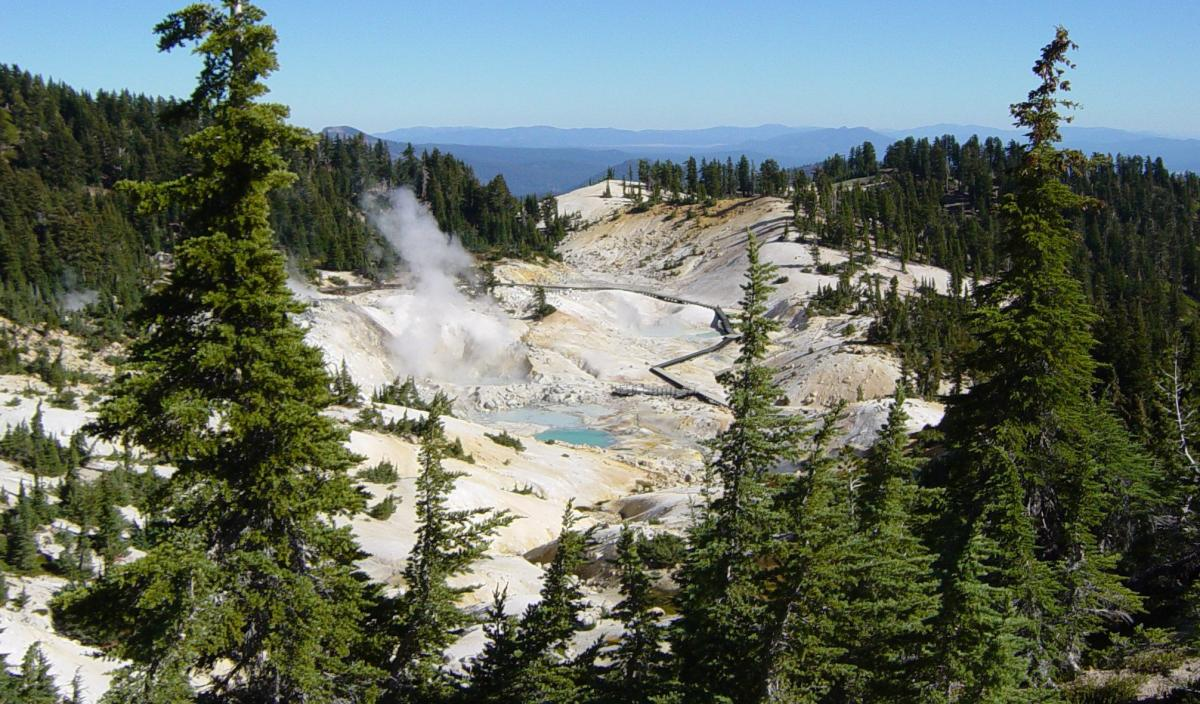
Bumpass Hell

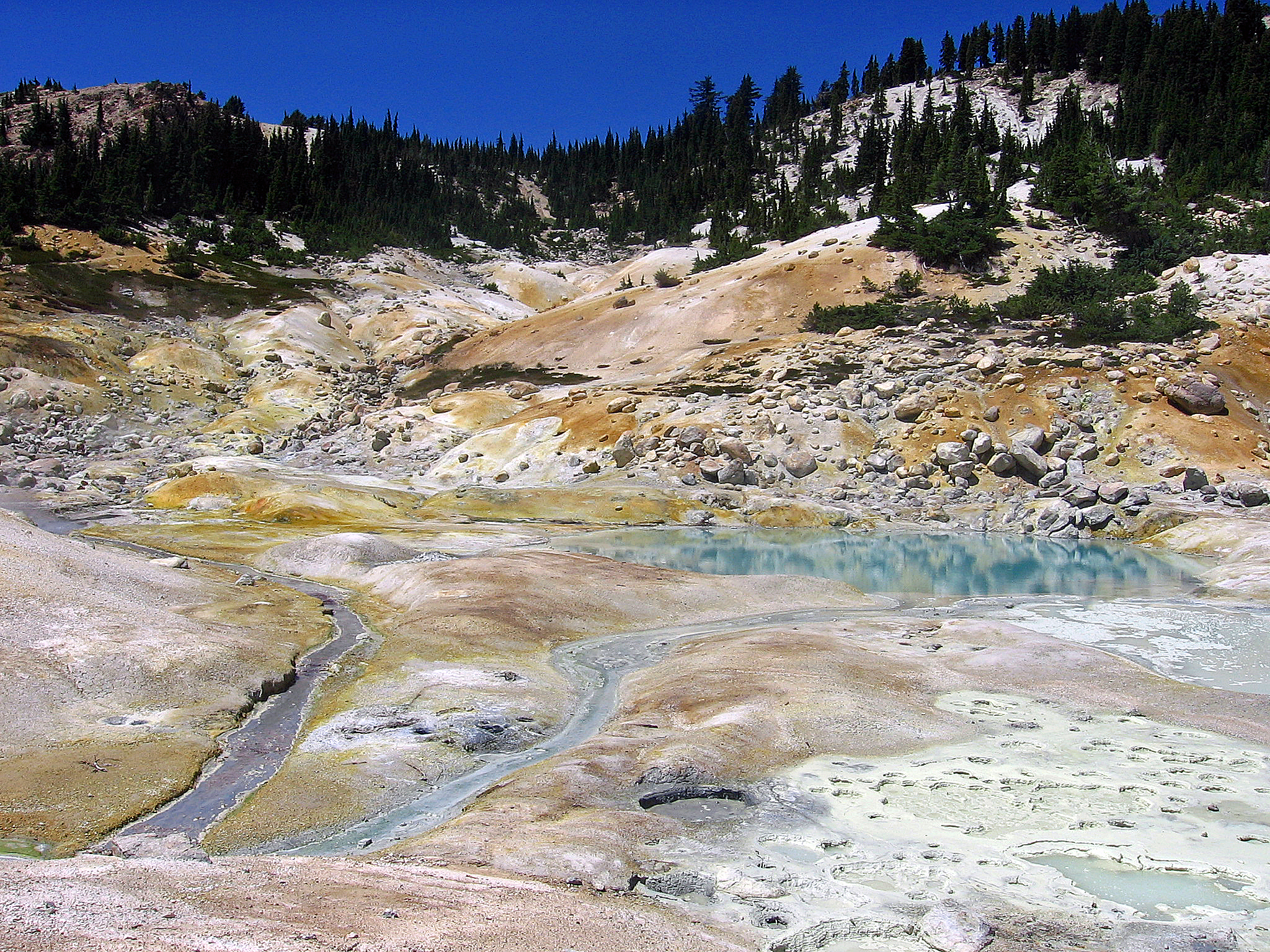
Kochende Tümpel in der Bumpass Hell, vom Fußgängersteg aus gesehen

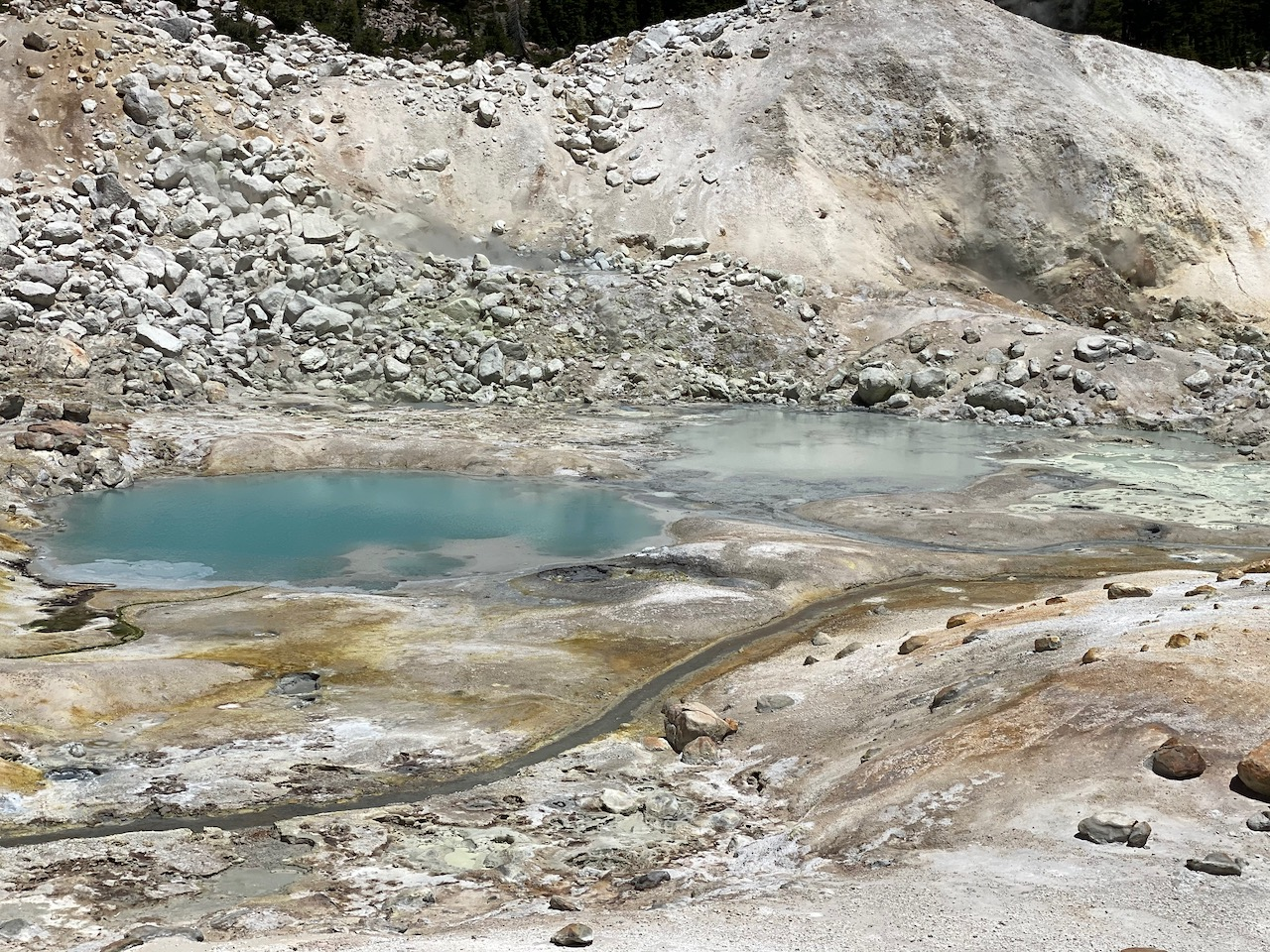
Mehrere heiße Quellen in der Bumpass Hell aus der Perspektive des Fußgängerstegs

Etwas östlich vom Little Hot Springs Valley liegt Bumpass Hell, ein durch die hydrothermale Aktivität bestimmtes Geothermalgebiet, das sich über 6,5 Hektar erstreckt und heiße Quellen, Fumarolen und kochende Schlammtöpfe bietet (40,45749° N, 121,5028° W).
Als Teil vom Hauptschlot des Mount Tehama ist die Bumpass Hell das Ergebnis von Spalten, durch die die vulkanische Hitze im Untergrund nach oben entweichen kann. Man nimmt an, dass die Ursache in einer sich langsam abkühlenden Andesitmasse liegt, die ca. fünf Kilometer unter der Oberfläche liegt.
Der Ort ist zum Andenken an Kendall VanHook Bumpass (1809–1885) benannt, einem Cowboy und frühen Siedler, der in den 1860er Jahren im Gebiet vom Lassen Peak arbeitete. Bumpass entdeckte das Geothermalgebiet hier und sein Name wurde auf einem Mining-Claim (Bergbauanspruch) für das Gebiet benannt. Im Jahr 1865 unternahm der Redakteur der Zeitung „Red Bluff Independent“ mit Bumpass eine Reise, um sich die Örtlichkeit anzusehen. Während dieser Tour durchbrach Bumpass die dünne Kruste über einem der glühend heißen Schlammtöpfe, so dass sein eines Bein war stark verbrüht wurde und schließlich amputiert werden musste.

## Boiling Springs Lake

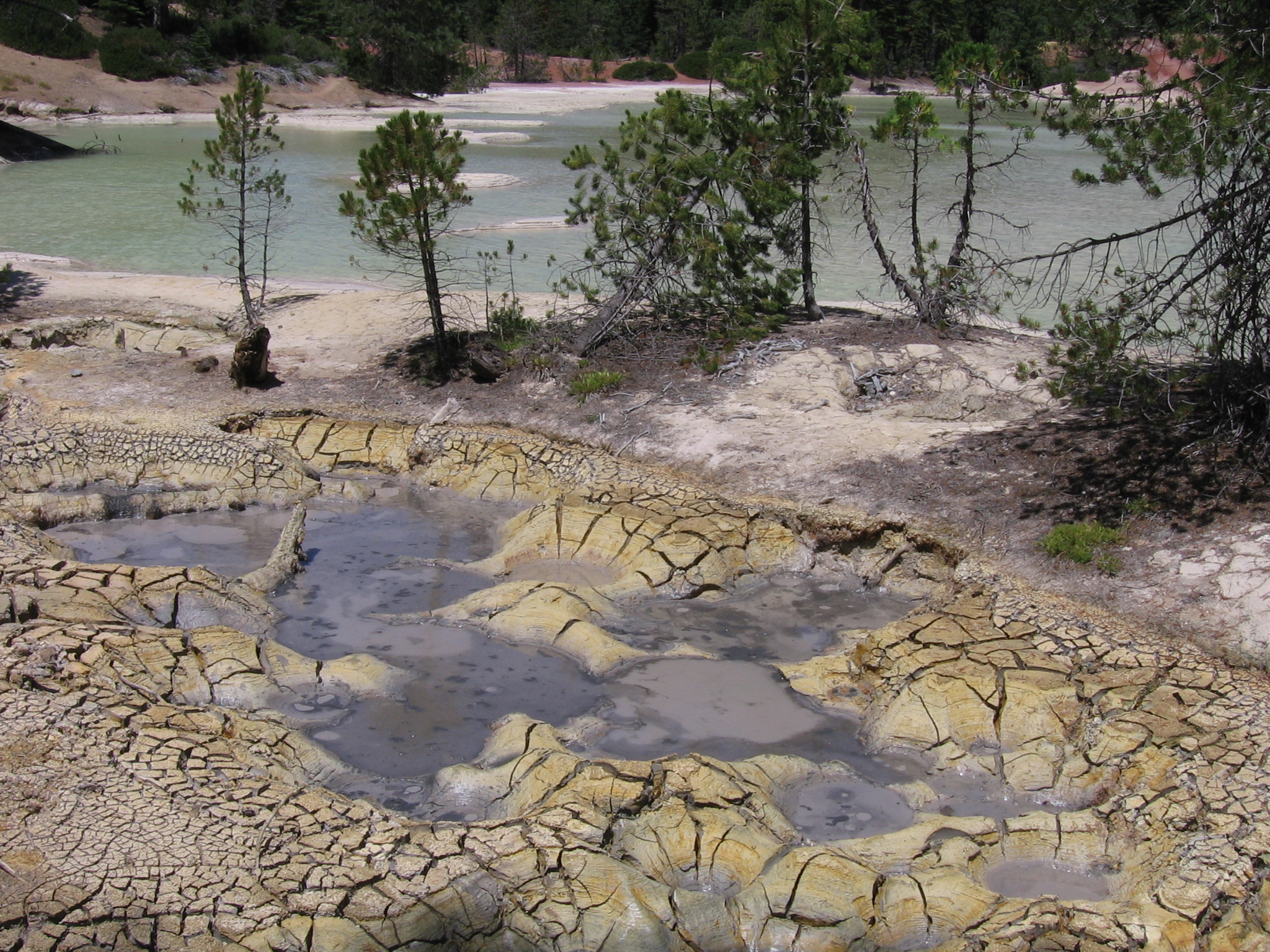
Der Boiling Springs Lake ist sauer und sehr heiß. Hier wurde 2012 das erste RNA-DNA-Hybridvirus (BSL-RDHV) entdeckt. Solche Hybridviren werden auch chimäre Viren genannt nach der Chimära, einem Mischwesen der griechischen Mythologie.

Nordwestlich vom Terminal Geyser befindet sich der große Thermalsee Boiling Springs Lake (40,4355° N, 121,3971° W, wohl zu unterscheiden vom Ort Boiling Spring Lakes, North Carolina), an dessen Westufer zahlreiche heiße Quellen, Schlammtöpfe und Fumarolen entspringen.
Dieser See ist der größte Geothermalsee der USA und einer der größten weltweit.
Zwar ist dieser Bereich im Gegensatz zu den stärker besuchten Bereichen des Parks nicht mit Stegen oder Schildern erschlossen.
Es gibt aber einen Rundwanderweg um den See (Boiling Springs Lake Trail) der die Möglichkeit bietet, seine thermischen Eigenschaften in einer natürlicheren Umgebung zu betrachten, weshalb der See als ein „must-see“ für Besucher des nationalparks gilt.
Der See war und ist Gegenstand umfangreicher mikrobiologischer und virologischer Untersuchungen, darunter:
- Im Jahr 2012 fanden Wissenschaftler, die Proben vom Boiling Springs Lake mit Methoden der Metagenomik untersuchten, den ersten bekannten Fall eines natürlichen Hybrid- oder chimären Virus, dessen Genom (Erbsubstanz) offenbar von zwei völlig verschiedenen Gruppen von Viren stammt, und nun in einem einzigen Organismus zusammengeschlossen ist.[11][12]

Für dieses Virus wurde nach dem Fundort die Bezeichnung „Boiling Springs Lake RNA-DNA Hybrid Virus“ (BSL-RDHV) vorgeschlagen. Die Studie zeigte, dass es noch viel darüber zu lernen gibt, wie sich Viren entwickeln können. Etliche andere Arten von viralen Hybriden wurden seitdem an vielen Orten gefunden und werden als CHIV-Gruppe („chimäre Viren“) bezeichnet.

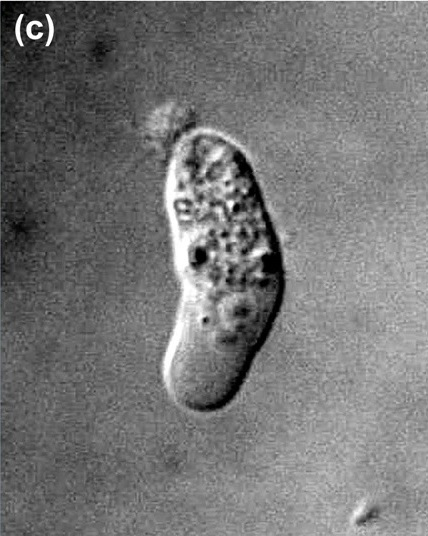
Tetramitus thermacidophilus, Stamm BSL, DIC-Aufnahme

- Wie 2014 veröffentlicht, ist im Boiling Springs Lake eine amöboider Einzeller, Tetramitus thermacidophilus mit seinem Stamm BSL recht stark vertreten.[16][17]
In Acanthamoeba-Isolaten aus dem See wurden zudem Riesenvieren-artige Partikel (virus-like particles, VLPs) gefunden, was auf Wechselwirkungen zwischen Viren und Amöben auch in diesen extremen Umgebungen hindeutet. Dies ist von besonderer Bedeutung, da obwohl die Wechselwirkungen zwischen Viren und Amöben in Lebensräumen mit derart hohen Temperaturen bisl 2014 noch weitgehend uncharakterisiert waren.[16][17]

- Im Jahr 2023 wurde eine weitere Studie speziell über extrem thermophile mikrobielle Eukaryoten (Protisten) in diesem extremen Thermalsee und anderswo veröffentlicht. Hier im Boiling Springs Lake fanden sich weitere Amöben und auch Rotalgen.[17]

## Devil’s Kitchen

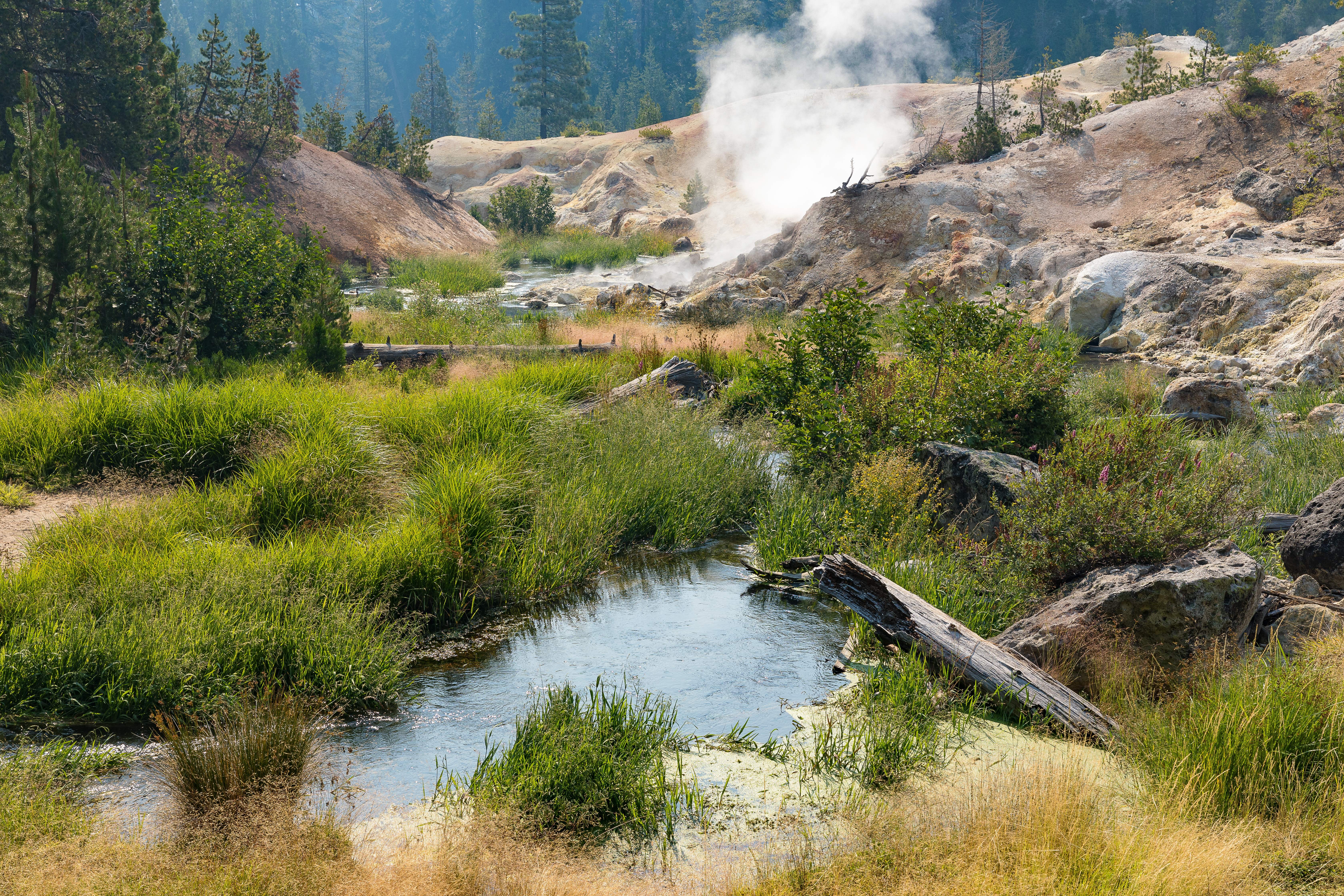
Devil’s Kitchen

Etwa 11 km südöstlich vom Lassen Peak befindet sich Devil’s Kitchen (40,44228° N, 121,432° W)
In diesem Geothermalbereich sind die heißen Quellen so sauer, dass das es Gruben und Löcher ins Grundgestein gefressen hat.

## Terminal Geyser

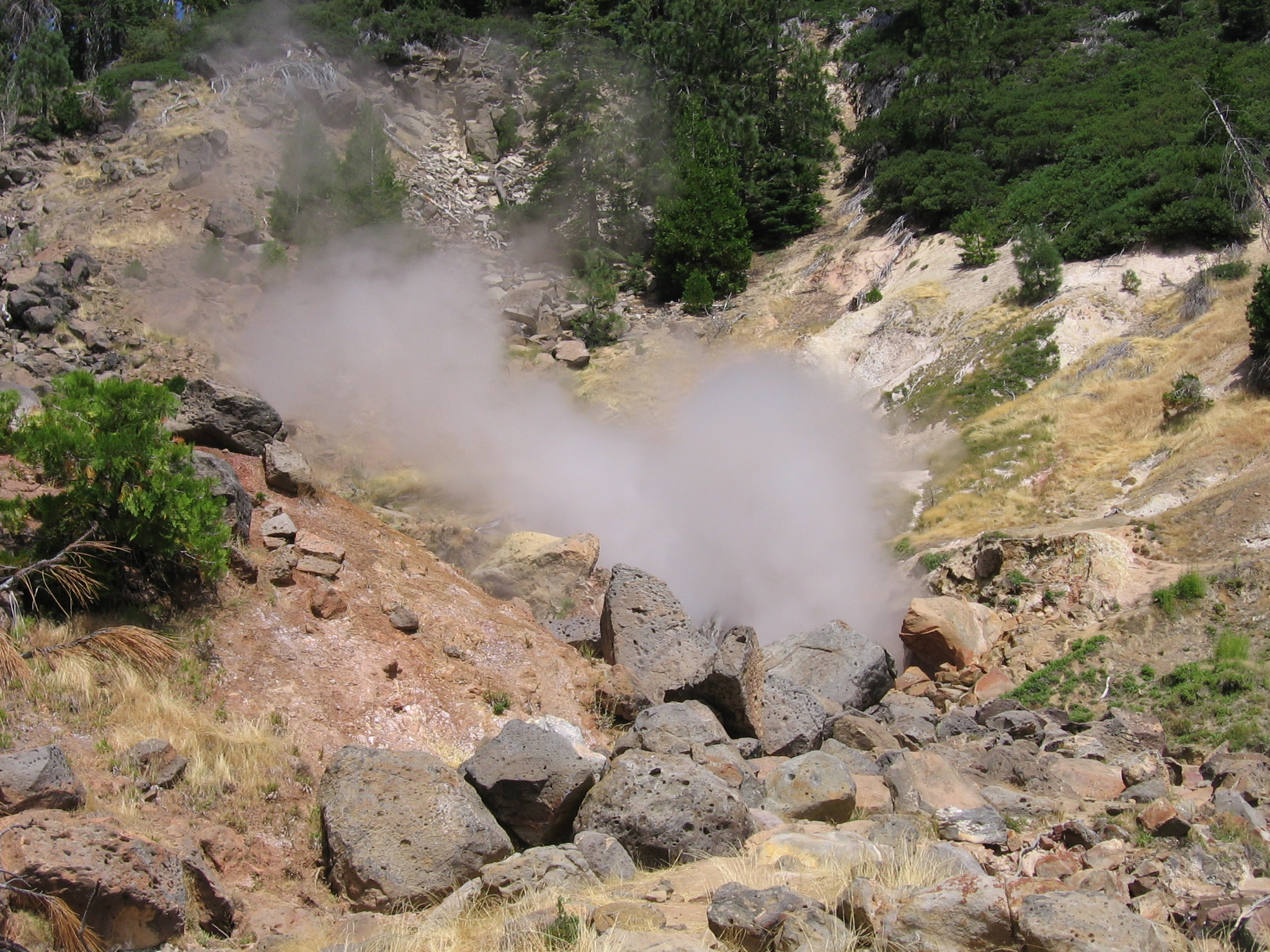
Terminal Geyser

Der in der südöstlichen Ecke des Parks gelegene Terminal Geyser („Endgeysir“) ist kein Geysir im eigentlichen Sinn, sondern ein Strom kalten Wassers, das über einen Dampfschlot fließt.
Die Stelle befindet sich etwa 30 m vom Standort der geothermischen Bohrung „Walker O.“ entfernt, die 1962 und 1978 durchgeführt wurde. Das 1222 m tiefe Bohrloch wurde inzwischen aufgegeben und ist jetzt verstopft.